# Colle Galluccio
Colle Galluccio este o arie protejată (arie specială de conservare — SAC, sit de importanță comunitară — SCI) din Italia întinsă pe o suprafață de 241 ha, integral pe uscat.

## Localizare
Centrul sitului Colle Galluccio este situat la coordonatele 42°49′36″N 13°18′45″E / 42.826667°N 13.3125°E.

## Înființare
Situl Colle Galluccio a fost declarat sit de importanță comunitară în iunie 1995 pentru a proteja 3 specii de animale. Situl a fost protejat și ca arie specială de conservare în decembrie 2016.

## Biodiversitate
Situată în ecoregiunea continentală, aria protejată conține 5 habitate naturale: Liziere de ierburi înalte hidrofile de câmpie și de nivel montan până la alpin, Formațiuni ierboase bogate în specii de Nardus, dezvoltate pe substraturi silicioase în zone montane (și în zone submontane, în Europa continentală), Păduri de fag din Apenini cu Taxus și Ilex, Galerii de Salix alba și de Populus alba, Pajiști uscate seminaturale și facies de acoperire cu tufișuri pe substraturi calcaroase (Festuco-Brometalia) (* situri importante pentru orhidee).
La baza desemnării sitului se află mai multe specii protejate:
- păsări (1): ciocârlie de pădure (Lullula arborea)
- amfibieni (1): Salamandrina terdigitata
- mamifere (1): lupul (Canis lupus)